# Česká zbrojovka
Česká zbrojovka ("armeria txeca" en txec), abreujat ČZ a.s., és una empresa txeca amb seu a Praga que produeix carretons elevadors sota la marca Desta i components per a la indústria de l'automòbil. Antigament, havia fabricat armes de foc i les motocicletes ČZ. Sovint, es fa servir el nom Česká zbrojovka Strakonice per tal de distingir-la d'altres empreses amb un de semblant.
L'empresa es va establir com a sucursal de la fàbrica d'armament de Škoda a Strakonice, a la Bohèmia Meridional, el setembre de 1919. Actualment, la firma Čezeta Motors, propietària dels drets de la marca, continua fabricant escúters.

## Història
L'empresa va començar amb la construcció dels primers tallers de la fàbrica d'armes, anomenada originalment «Jihočeská zbrojovka» ("Fàbrica d'armament de la Bohèmia Meridional"). Més tard, es va fusionar amb una planta de fabricació d'armes a Vejprty (districte de Chomutov) i amb una fàbrica a Praga el 1922. Això va donar lloc a la formació d'una societat anònima el nom de la qual es pot traduir com a "Fàbrica txeca d'armament a Praga de la planta de fabricació de Strakonice". L'empresa produïa pistoles, armes d'aire comprimit i armes automàtiques de gran èxit comercial.

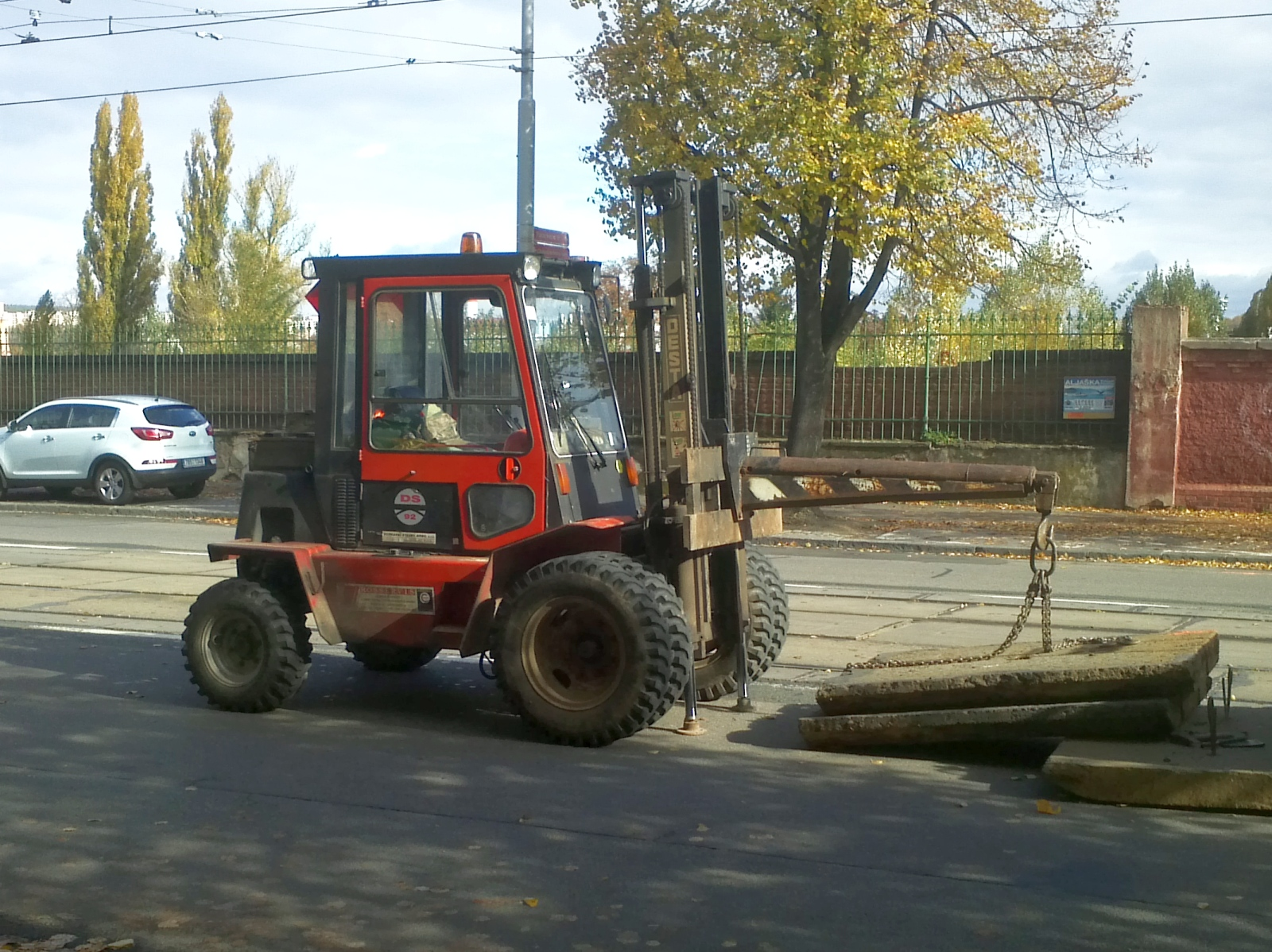
Carretó elevador Desta

El 1929, el creixement de la Fàbrica Txeca d'Armament va arribar a un punt d'inflexió. Amb la davallada de les vendes d'armes després de la Primera Guerra Mundial, la companyia va adquirir una planta de fabricació de peces de bicicleta a Kralupy nad Vltavou (districte de Mělník), al riu Vltava. L'exportació de bicicletes a diversos països d'Europa, Àsia, Àfrica i Amèrica del Sud va començar a expandir-se. El 1932 va començar la producció de bicicletes motoritzades. Tres anys després van sortir al mercat les primeres motocicletes fabricades a Strakonice. Això va suposar el començament d'una època de gran èxit per a la marca ČZ. En poc temps, la companyia va esdevenir el principal fabricant de motocicletes de Txecoslovàquia. Arran de l'èxit empresarial, les activitats de producció varen créixer mitjançant la introducció de la fabricació d'obrecadenes i màquines eina. Durant la Segona Guerra Mundial, la fàbrica fou ocupada pels alemanys i fou reorientada a la producció de materials de guerra.
Com la majoria de les grans empreses industrials, aquesta societat anònima es va nacionalitzar el 1946. A causa de la situació política de la postguerra, la producció d'armes a la planta de Strakonice s'abandonà i l'empresa es dedicà exclusivament a la indústria de la motocicleta. De 1954 a 1959, les motocicletes es varen fabricar amb la marca Jawa-ČZ com a resultat de les noves directrius governamentals per a l'estandardització de la producció d'alguns models. Durant un curt període, l'empresa s'anomenà «České závody motocyklové», ČZM ("motocicletes de curses txeques").
Durant la dècada del 1990, la marca de motocicletes desaparegué i l'empresa es va centrar en la fabricació de components d'automòbil, com ara turbocompressors, a més de la producció tradicional de cadenes, eines, motlles, foses i màquines eina. Des del 1999, a Strakonice s'hi fabriquen els carretons elevadors Desta.

## Producció de motocicletes
El desenvolupament i la producció de motocicletes, així com les victòries en competició durant les dècades del 1950 i 1960, van situar ČZ entre els fabricants de motocicletes de competició i de turisme més reeixits del món. Després de la Segona Guerra Mundial, ČZ va ser el segon fabricant de motocicletes més gran d'Europa. Fou durant aquest període que la companyia va aconseguir els seus majors èxits en competició. Va començar a competir a les classes de 250cc i 350cc del mundial de velocitat. Les seves motos, tot i ser tècnicament refinades, rarament podien estar a l'alçada de les poderoses fàbriques italianes de l'època, entre elles MV Agusta, Gilera i Mondial.
El disseny de l'escúter ČZ 501 Čezeta (1957) esdevingué emblemàtic arreu de l'Europa de l'Est, Rússia, Vietnam i Cuba. La Čezeta fou l'equivalent a la Vespa en aquelles repúbliques socialistes.

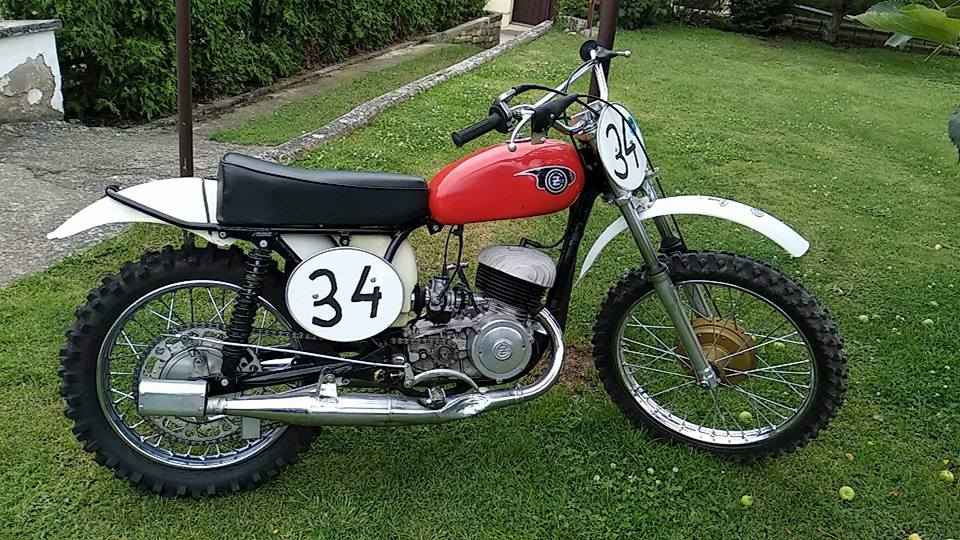
ČZ 250 typ 968 de motocròs (1964)

El 1969, ČZ va produir un model de Gran Premi tècnicament avançat, el "Typ 860", amb un motor V4 de 350 cc, desenvolupat per l'enginyer Frantisek Pudil. Aquesta sofisticada moto, amb doble arbre de lleves aeri, 16 vàlvules, caixa de canvis de 8 velocitats, forquilles Ceriani i carburadors Dell'Orto SSI, lliurava 63,9 CV a 16.000 rpm, amb una velocitat màxima de 240 km/h. La V4 va aconseguir diversos bons resultats al mundial: el millor va ser el 1971, al Gran Premi de Txecoslovàquia, on Bohumil Stasa fou segon per darrere de Jarno Saarinen i la seva Yamaha 350cc. El 1972, la moto va estar a punt va guanyar el Gran Premi d'Àustria. Quan faltaven poques voltes per a acabar la cursa, la ČZ anava primera per davant de la MV Agusta de Giacomo Agostini, però llavors es va haver de retirar amb problemes mecànics. Aquella temporada, ČZ va abandonar les competicions de velocitat per tal de concentrar els seus esforços en el motocròs, una forma de competició menys costosa.
ČZ va demostrar tenir molt més d'èxit amb el motocròs i es va fer coneguda per les seves potents motos fora d'asfalt de dos temps. L'empresa fou la primera a emprar càmeres d'expansió als seus tubs d'escapament. Durant la dècada de 1960, ČZ esdevingué la força dominant en la competició fora d'asfalt, tot guanyant set Campionats del Món de motocròs i dominant, al costat de la seva compatriota Jawa, els Sis Dies Internacionals.
Cap a la dècada de 1970, amb l'aparició de motocicletes japoneses barates i tècnicament avançades, ČZ va perdre una quota creixent del mercat de la motocicleta. Irònicament, moltes de les innovacions iniciades amb èxit per ČZ van ser copiades per les fàbriques japoneses. El 1993, la sucursal de motocicletes de ČZ fou comprada pel fabricant italià Cagiva, que tenia la intenció de fer servir les fàbriques txeques per a construir-hi la seva pròpia marca de motocicletes, així com els nous models ČZ i Jawa. La iniciativa va fracassar el 1997 a causa de les dificultats financeres de Cagiva i la marca de motocicletes ČZ va quedar definitivament fora de producció.
Des del 2018, l'empresa Čezeta Motors produeix els escúters elèctrics Čezeta 506.

### Models destacats

#### Carretera
| - ČZ 76 Kaktus (1932-1933) - ČZ 98 Subquadre tipus 1 (1933) - ČZ 98 Subquadre tipus 2 (1934-1935) - ČZ 175 Escapament únic (1935) - ČZ 175 Standard (1936-1937) - ČZ 250 Tourist (1936-1937) - ČZ 175 Special (1937-1939) - ČZ 250 Sport (1937-1946) - ČZ 250 Tourist (1937-1940) | - ČZ 98 3 velocitats (1937-1946) - ČZ 350 Tourist (1938-1939) - ČZ 500 Tourist (1938-1941) - ČZ 125 A (1946-1947) - ČZ 125 B (1947) - ČZ 125 T (1948-1949) - ČZ 125 C (1950-1953) - ČZ 150 C (1950-1953) - ČZ 175 typ 505 (1960-1964) | - ČZ 125 typ 453 a 473 Sport (1961-1969) - ČZ 175 typ 450 a 470 Sport (1961-1969) - ČZ 250 typ 455 a 475 Sport (1961-1965) - ČZ 125 typ 476 (1967-1977) - ČZ 175 typ 477 (1968-1977) - ČZ 250 typ 471 (1974-1978) - ČZ 350 typ 472 (1976-1993) - ČZ 175 typ 487 (1982-1985) |

#### Motocròs
| - ČZ 250 typ 968 (1964-1968) - ČZ 360 typ 969 (1965-1967) - ČZ 250 typ 980 (1966-1977) - ČZ 250 typ 988 (1973) - ČZ 380 typ 981 (1974) - ČZ 125 typ 984 (1974-1976) | - ČZ 125 typ 511 (1978-1982) - ČZ 380 typ 514 (1983) - ČZ 125 typ 516 (1983-1993) - ČZ 250 typ 513 (1988) - ČZ 250 typ 520 (1988-1989) - ČZ 125 typ 519 (1990-1991) |

#### Escúters
- ČZ 501 Čezeta (1957-1960)
- ČZ 502 Čezeta (1960-1963)
- ČZ 505 Rikša (1962-1963): tricicle en versió utilitària, monoplaça amb carrosseria i també amb cabina coberta
- Čezeta 506 (des del 2017): tot i que continua la denominació clàssica, es tracta d'un escúter elèctric de disseny "retro", fabricat per Čezeta Motors

## Palmarès esportiu

### Campionats del món de motocròs

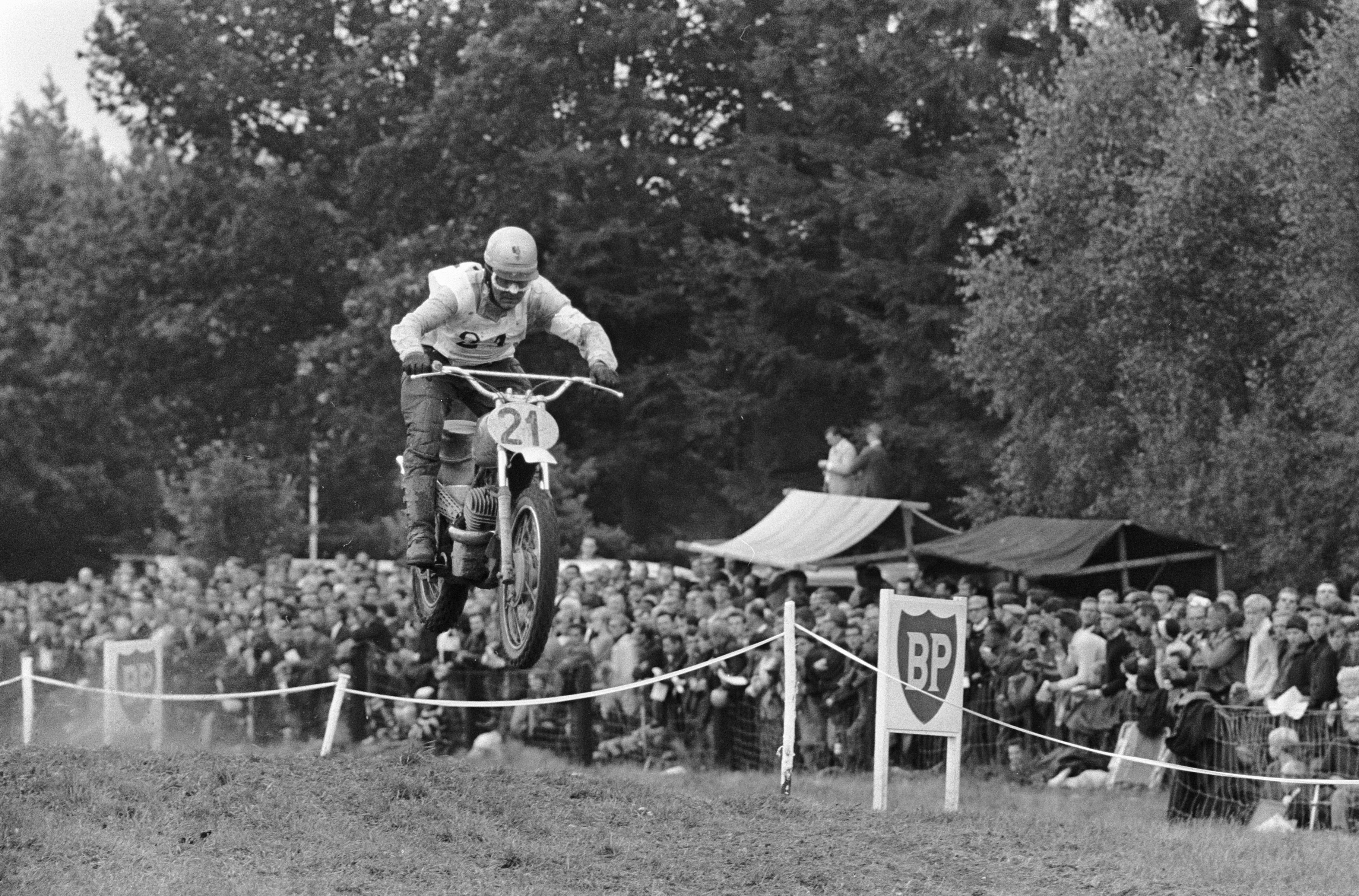
Paul Friedrichs amb la ČZ 360 al Motocross des Nations de 1967

El 1960, ČZ va desenvolupar una motocicleta monocilíndrica de dos temps per a la classe dels 250cc que aviat fou coneguda com a twin pipe pel fet de tenir dos tubs d'escapament. Després d'uns inicis discrets al mundial amb els txecs Vlastimil Válek i Arnošt Zemen, la marca fitxà el jove prodigi belga Joël Robert i amb ell va guanyar el mundial de la categoria per primer cop el 1964, un èxit que es repetí diverses vegades fins al 1969. Aquelles primeres ČZ de motocròs es caracteritzaven per la seva gran estabilitat i facilitat de pilotatge.
El 1964, a més, ČZ derivà de la moto inicial una versió de 360 cc, també amb dos tubs d'escapament, per tal de poder participar en la classe principal, els 500cc. Aquest model fou, al seu moment, revolucionari pel fet de ser el primer de dos temps capaç d'enfrontar-se a les clàssiques motos angleses de gran cilindrada i motors de quatre temps. Només un any després, el 1965, Paul Friedrichs i Rolf Tibblin ocuparen amb sengles ČZ el segon i tercer lloc final al campionat mundial, per darrere de Jeff Smith i la seva BSA. Aquell fou el darrer campionat de 500cc que guanyà una moto de quatre temps durant dècades, ja que a partir de 1966, Friedrichs encetà un trienni triomfal per a ČZ amb la seva 360 (ara ja amb un únic tub d'escapament) que fou continuat després per Husqvarna i les marques japoneses, totes elles amb lleugeres motocicletes de dos temps.
Els campionats del món que aconseguí la marca al llarg de la seva història varen ser aquests:
- 1964: 250 cc - Joël Robert, Bèlgica
- 1965: 250 cc - Víktor Arbékov, URSS
- 1966: 500 cc - Paul Friedrichs, Alemanya Oriental
- 1967: 500 cc - Paul Friedrichs, Alemanya Oriental
- 1968: 500 cc - Paul Friedrichs, Alemanya Oriental
- 1968: 250 cc - Joël Robert, Bèlgica
- 1969: 250 cc - Joël Robert, Bèlgica

### Victòries als ISDT
Al costat de Jawa, ČZ contribuí als nombrosos èxits que obtingué durant dècades als Sis Dies Internacionals d'Enduro (aleshores anomenats International Six Days Trial, ISDT) la selecció txecoslovaca. Tot i que Txecoslovàquia hi acostumava a competir fent servir una barreja de motos d'ambdues marques, el més habitual era que els pilots de les cilindrades petites, fins als 175cc, hi participessin amb les ČZ i els de les mitjanes i grans, a partir dels 250cc (les més determinants), ho fessin amb Jawa.
Les victòries de la selecció txecoslovaca als Sis Dies Internacionals al llarg de la seva història (amb motos Jawa i ČZ) varen ser aquestes:
| - 1947: Trofeu - Equip de Txecoslovàquia - 1952: Trofeu - Equip de Txecoslovàquia - 1954: Trofeu - Equip de Txecoslovàquia - 1956: Trofeu - Equip de Txecoslovàquia - 1958: Trofeu - Equip de Txecoslovàquia - 1959: Trofeu - Equip de Txecoslovàquia - 1962: Trofeu - Equip de Txecoslovàquia - 1970: Trofeu - Equip de Txecoslovàquia | - 1971: Trofeu - Equip de Txecoslovàquia - 1972: Trofeu - Equip de Txecoslovàquia - 1973: Trofeu - Equip de Txecoslovàquia - 1974: Trofeu - Equip de Txecoslovàquia - 1977: Trofeu - Equip de Txecoslovàquia - 1978: Trofeu - Equip de Txecoslovàquia - 1982: Trofeu - Equip de Txecoslovàquia |

1. ↑  A banda de les victòries al Trofeu aquí ressenyades, Txecoslovàquia va guanyar també el Vas a les edicions de 1947, 1949, 1952-53, 1955, 1957-59, 1961, 1967, 1970-72, 1974, 1976-77 i 1979.